# 李朝成

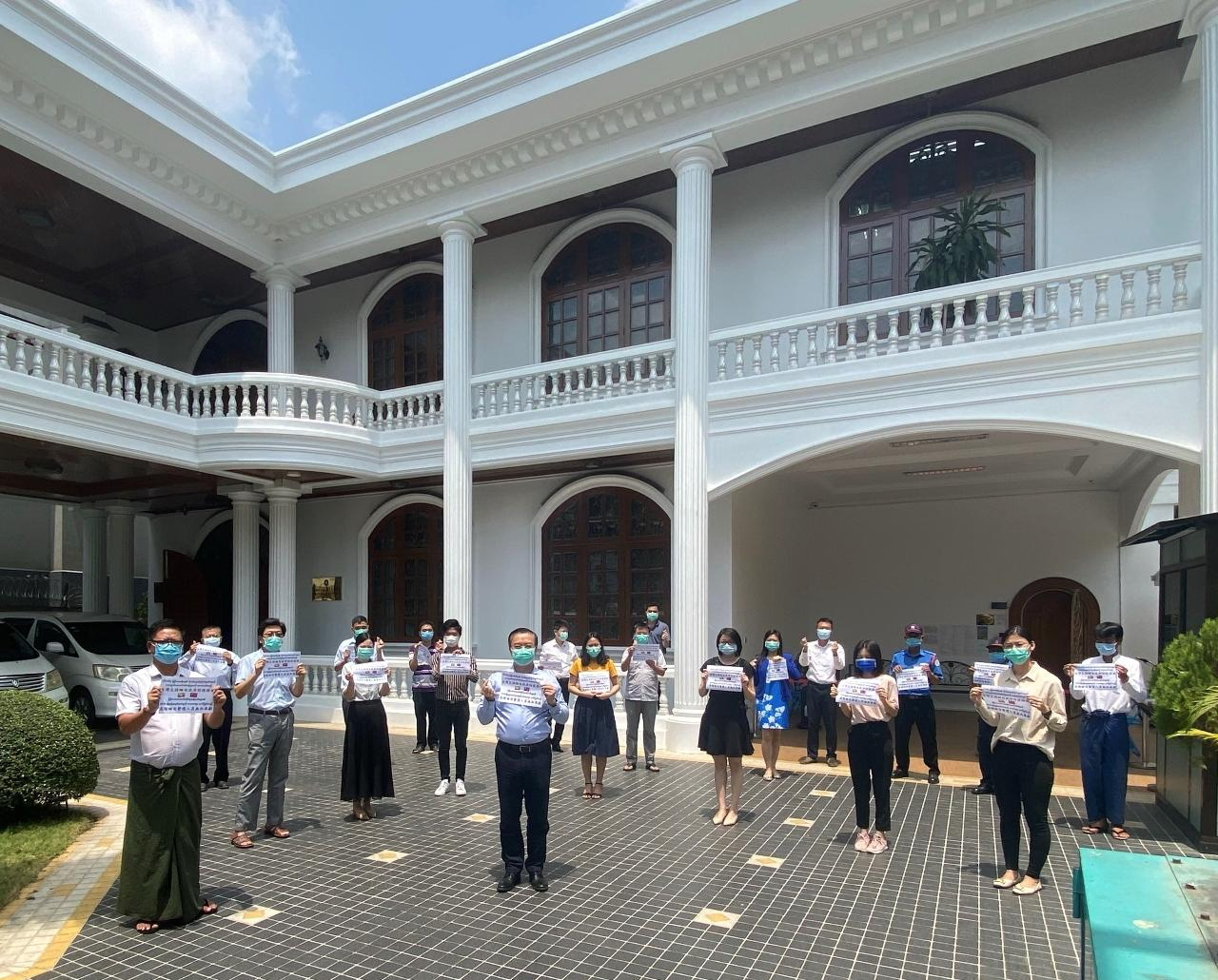
2020年4月，駐緬甸代表李朝成（前中）與職員合影於駐緬甸代表處中庭。

李朝成（1959年10月7日—），臺灣省花蓮縣人，中華民國外交官。畢業於國立中興大學外國語文學系學士、淡江大學歐洲研究所碩士、威廉·霍華德·塔虎脱大學法律博士、马德拉斯大学政治暨公共行政學系博士。曾任駐格瑞那達大使館三等秘書、駐洛杉磯臺北經濟文化辦事處秘書、駐英國台北代表處服務組長與業務組長、外交部研究設計會國防安全組長、駐聖露西亞代辦、外交部中南美司專門委員、駐聖露西亞公使、駐印尼台北經濟貿易代表處副代表、雅加達臺灣學校副董事長、外交部非政府組織國際事務會副執行長、駐清奈臺北經濟文化辦事處總領事銜處長、駐緬甸臺北經濟文化辦事處大使銜代表、財團法人國際合作發展基金會秘書長等職務。

## 職業生涯
2004年8月，中華民國外交部公佈有關拉法葉軍購案的通緝犯汪傳浦家族脫產案失職人員懲處結果，其中駐英國代表處業務組長李朝成於2002年間汪傳浦子女以不實資料換補發中華民國護照被處以書面申誡，李朝成於2003年也因為辦理汪傳浦文書驗證案，遭申誡處分。先前李朝成等人也被監察院移送臺灣臺北地方檢察署調查是否涉及刑責，後檢察官認為查無具體犯罪事證予以簽結。
2007年4月30日，中華民國與聖露西亞復交。由李朝成擔任代辦，在大使到任前，總理大使館館務。5月8日，李朝成接受該國電視台訪問時表示，台灣從未要求中國離開聖露西亞，歡迎台海兩岸一起留下來當聖露西亞的夥伴，但是因為北京的一個中國政策綁死自己，所以中國自己決定離開。
2010年8月，駐聖露西亞公使李朝成離任前，聖露西亞外交部長包士奎為李朝成舉辦惜別午宴，該國總理斯蒂芬森·金與所有內閣閣員全員出席。駐聖露西亞大使周台竹與大使館全體館員也受邀參加。而依照外交慣例，只有大使離任時，駐在國外交部才會辦理正式宴會歡送。
2011年3月，印尼外交部網站將台灣列為「Taiwan, PRC」，駐印尼代表處副代表李朝成表示，經過中華民國外交部嚴正抗議後，已改為「Chinese Taipei」，但將台灣改為Chinese Taipei，代表處並不滿意，將繼續與印尼官方交涉。
2017年10月，駐清奈辦事處長李朝成在國慶酒會上表示，由於蔡英文政府推動「新南向政策」，使得南印度1年增加10家台灣企業投資，成長幅度達30%，因此在會中宣布成立南印度台灣商務協會。
2023年8月，財團法人國際合作發展基金會（國合會）秘書長李朝成與泰國皇家計畫基金會研究發展執行委員會主席Pongsak Angkasith簽署第5期合作備忘錄。11月，李朝成與美洲農業合作組織（Inter-American Institute for Cooperation on Agriculture, IICA）東加勒比海代表Gregg C.E. Rawlins，在中華民國駐聖露西亞大使陳家彥及聖露西亞農業、漁業、糧食安全暨農村發展部長普洛斯培見證下簽署技術合作協議。